# Фелино
Фелѝно (на италиански: Felino, на местен диалект Flèn, Фълен) е градче и община в северна Италия, провинция Парма, регион Емилия-Романя. Разположено е на 180 m надморска височина. Населението на общината е 8546 души (към 2010 г.).